# 张星吉藏卜
张星吉藏卜（？—？）明朝河州（今甘肃省临夏回族自治州）人，藏传佛教格鲁派高僧。

## 生平
明成祖永乐十二年（1414年），宗喀巴的大弟子释迦也失应明成祖之诏，代宗喀巴入朝。这是释迦也失第一次入朝，途中释迦也失路经河州，自此来自河州的张星吉藏卜便作为其随从，一直随其入南京。张星吉藏卜生于河州藏汉杂居地区，既可能是藏人随汉人习俗而有汉姓“张”，也可能是藏化的汉人。释迦也失在汉地时，张星吉藏卜是其藏汉兼通的随从。张吉星藏卜之徒裔也被世代封为国师、禅师之职，并且住持弘化寺及其属寺显庆寺。 
《循化厅志》引《厅卷》的记载如下：
雍正四年鸿化显庆二寺世袭国师张洛住坚错呈：明永乐十二年差太监侯显诣乌思藏请大慈法王，路由河州，其从张星吉藏卜跟随入京。正统四年法王圆寂，敕建渗金铜塔，藏其佛骨。七年奉敕河州建寺赐名鸿化，随给附近之高山穷谷永作香火之需，高官僧五十五名。其星吉藏卜之徒裔世给国师、禅师之职。
过去弘化寺住持总由掌握着地方权力的张（Chang）氏家族（即张星吉藏卜的后裔）的人担任，故在当地影响及权势很大。